# 盖登 (路易斯安那州)
盖登（英語：Gueydan），是美国路易斯安那州下属的一座城市。根据2010年美国人口普查，该市有人口1,398人。建置上，属于“town”。